# Coccaglio
Coccaglio är en ort och kommun i provinsen Brescia i regionen Lombardiet i Italien. Kommunen hade 8 664 invånare (2018).